# گل پنجه
گل پنجه یک روستا در ایران است که در دهستان باقران شهرستان بیرجند واقع شده‌است.